# Banco (lettertype)
Banco is een lettertype ontworpen in 1951 door grafisch ontwerper Roger Excoffon en uitgegeven in 1952 door letteruitgeverij Fonderie Olive.
Het stevige lettertype is uitermate geschikt voor posters en advertentiedrukwerk, maar ongeschikt voor bulktekst. Het lettertype staat een beetje schuin. Sommige stokken steken net iets boven de x-hoogte uit. De letters lijken of ze met een afgeplatte stift of kwast vluchtig doch met een vaste hand zijn geschreven. De vreemdsoortige schreven aan de C, S, en cijfers 2 en 3 zijn ongelijk van lengte.
Een ‘revival’ Banco waarin kleine letters ook zijn opgenomen is getekend door Phil Grimshaw in 1997 en uitgegeven door Linotype GmbH. Ook werd een dunnere variant 'Banco Light' door International Typeface Corporation uitgegeven.